# Kallimach (rzeźbiarz)

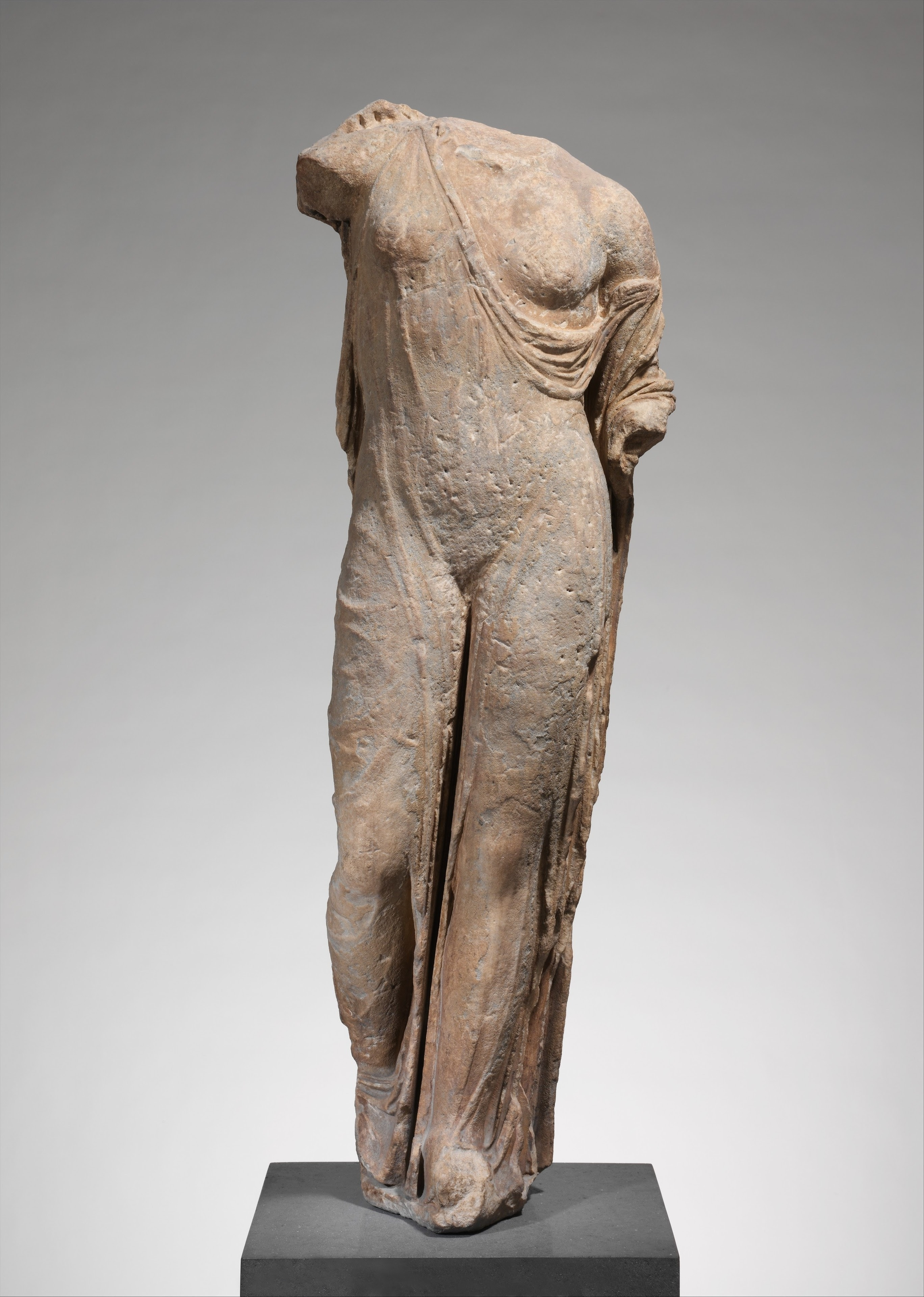
Venus Genetrix

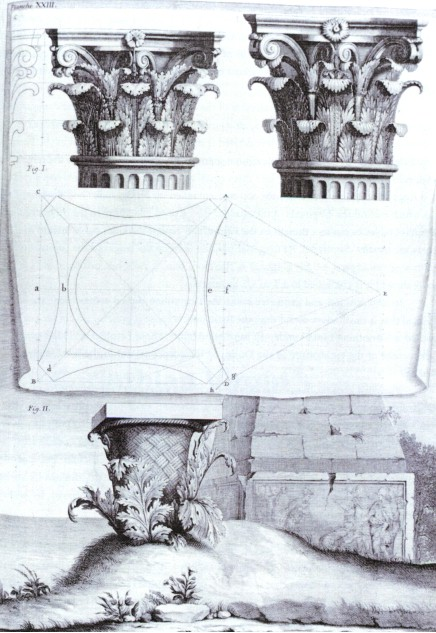
„Pochodzenie porządku korynckiego”, z francuskiego przekładu dzieła Witruwiusza autorstwa Claude`a Perraulta

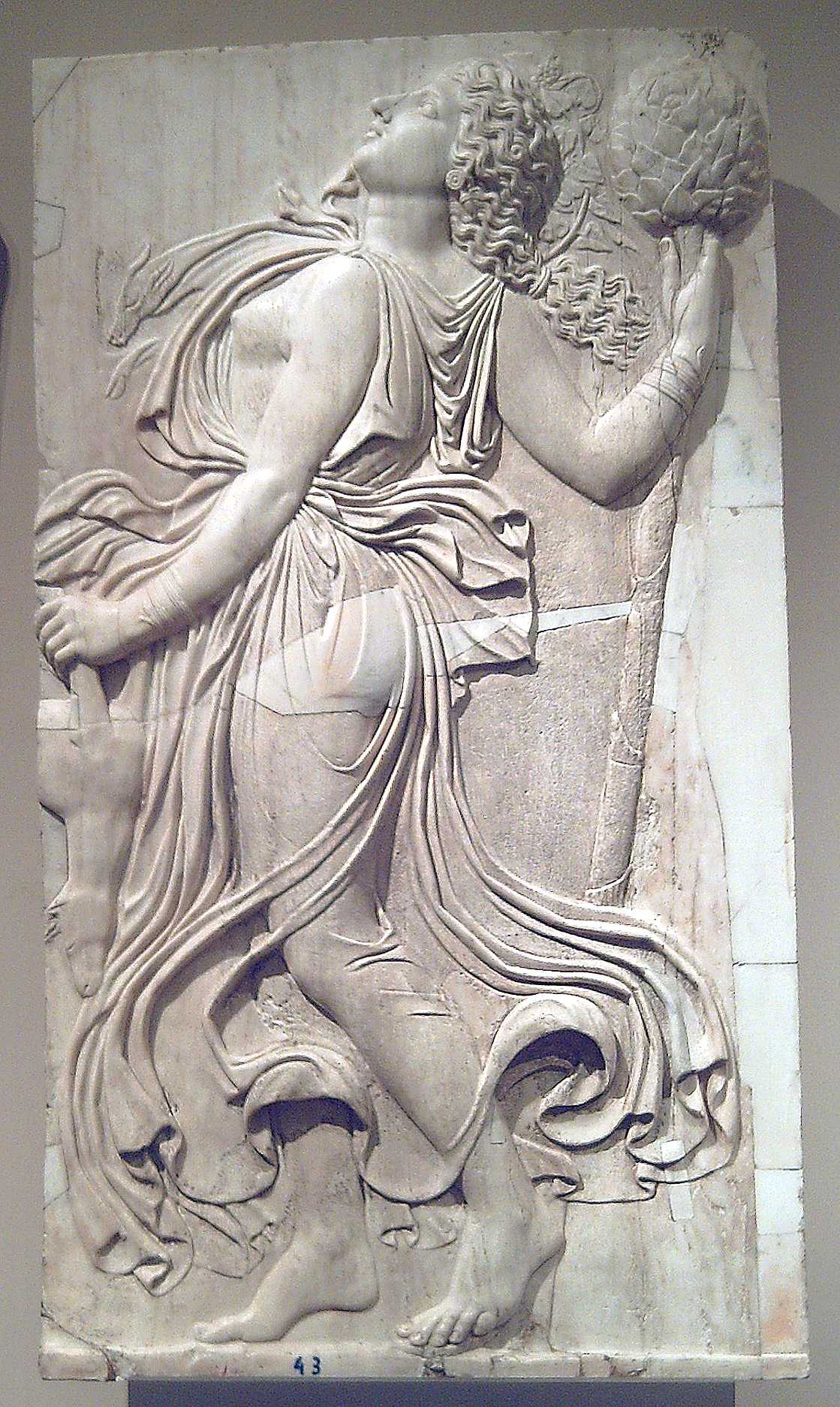
Menada

Kallimach – (stgr. Καλλίμαχος, łac. Calimachus) rzeźbiarz ateński żyjący w II poł. V w. p.n.e. Dzięki Witruwiuszowi wiemy, że był też nazywany Κατάτηξίτεχνος. Według starożytnych krytyków jest powiązany z Kalamisem, który prawdopodobnie jest jego krewnym. Jego osobie przypisuje się wynalezienie wiertła do wiercenia marmuru. Był twórcą porządku korynckiego.

## Twórczość rzeźbiarska
Kallimachowi przypisuje się rzeźbę Venus Genetrix (nazywana również Aphrodite Genetrix) oraz prawdopodobnie jest powiązany z serią płaskorzeźb tańczących menad. 
Owe menady charakteryzowały się zmysłowym modelunkiem ciała oraz licznymi draperiami. Dzięki owej subtelności był nazywany przez Ateńczyków Κατάτηξίτεχνος (stgr. [czyt. Katatexitechnos]).

## Źródło inspiracji porządku korynckiego
W dziele Witruwiusza O architekturze ksiąg dziesięć jest opisana historia inspiracji rzeźbiarza. Kallimach, przechodząc w pobliżu grobu młodej kobiety, zauważył położony na nim koszyk z przedmiotami należącymi do zmarłej. Dla ochrony zawartości koszyk nakryty był dachówką, natomiast stał na korzeniu akantu, który wypuścił oplatające kosz pędy i liście. Zainspirowany tym widokiem rzeźbiarz wprowadził i ustalił proporcje właściwe dla porządku korynckiego.